# .bg
.bg — национальный домен верхнего уровня Болгарии. Создан в 1991 году. Услуги по регистрации осуществляет фирма «Регистыр.бг» (болг. „Регистър.бг“, до 2001 года «Цифрови системи» (болг. „Цифрови системи“)).
В сентябре 2006 года при регистрации в «Регистыр.бг» введена в эксплуатацию автоматизированная система регистрации и новые правила.
В домене .bg возможна регистрация имён на кириллице, с использованием протокола IDNA. Регистыр.бг использует сертификаты цифровой подписи для полной автоматизации своей деятельности
Имена в домене .bg могут регистрировать субъекты из Болгарии, а с 1 января 2007 года — и из Европейского союза. Субъектами при регистрации могут выступать как частные лица, так и различные организации, фирмы, государственные органы и общественные организации. Субъектам не из стран Европейского союза нужен уполномоченный посредник.
Для регистрации имени в домене .bg нужно основание на выбор этого имени. Для компаний, например, доменное имя может соответствовать названию компании или его сокращению, только если название является зарегистрированным товарным знаком в Болгарском патентном бюро.
Цена регистрации домена — 30 евро за год (36 включая НДС).
Регистрация в зонах третьего уровня свободная и не требует обоснования выбора имени - например в данном доменном пространстве зарегистрирован сайт телеканала Cartoon Network - CartoonNetwork.BG